# Fritz Ruhemann
Frederick „Fritz“ Abraham Ruhemann (* 8. Mai 1891 in Berlin; † 11. Januar 1982 in London) war ein deutscher Architekt, Innenarchitekt und Designer.

## Leben
Frederick Abraham Ruhemann wurde 1891 in Berlin in eine jüdische Familie geboren. Er studierte von 1909 bis 1911 Architektur an der Technischen Hochschule Charlottenburg und von 1911 bis 1913 bei Theodor Fischer an der Technischen Hochschule München. Nebenbei arbeitete er von 1912 bis 1914 als  Theaterregisseur und Bühnenbildner in München und Berlin (Theater am Nollendorfplatz). Nach seinem Diplomabschluss kehrte er nach Berlin zurück und arbeitete in den Architekturbüros von Bruno Paul, Alfred Breslauer und Peter Behrens, bevor er sich 1920 selbstständig machte.
In den folgenden Jahren prägte Ruhemann insbesondere den Kurfürstendamm mit mehreren Läden, die er erbaute. Außerdem errichtete er Bankgebäude, Fabriken und Wohnhäuser in Berlin unter anderem die Villa des Kunsthändlers Leo Blumenreich im Grunewald und Hannover sowie Hotels in Italien. Zusätzlich wirkte er als Bühnenarchitekt und entwarf Möbel.

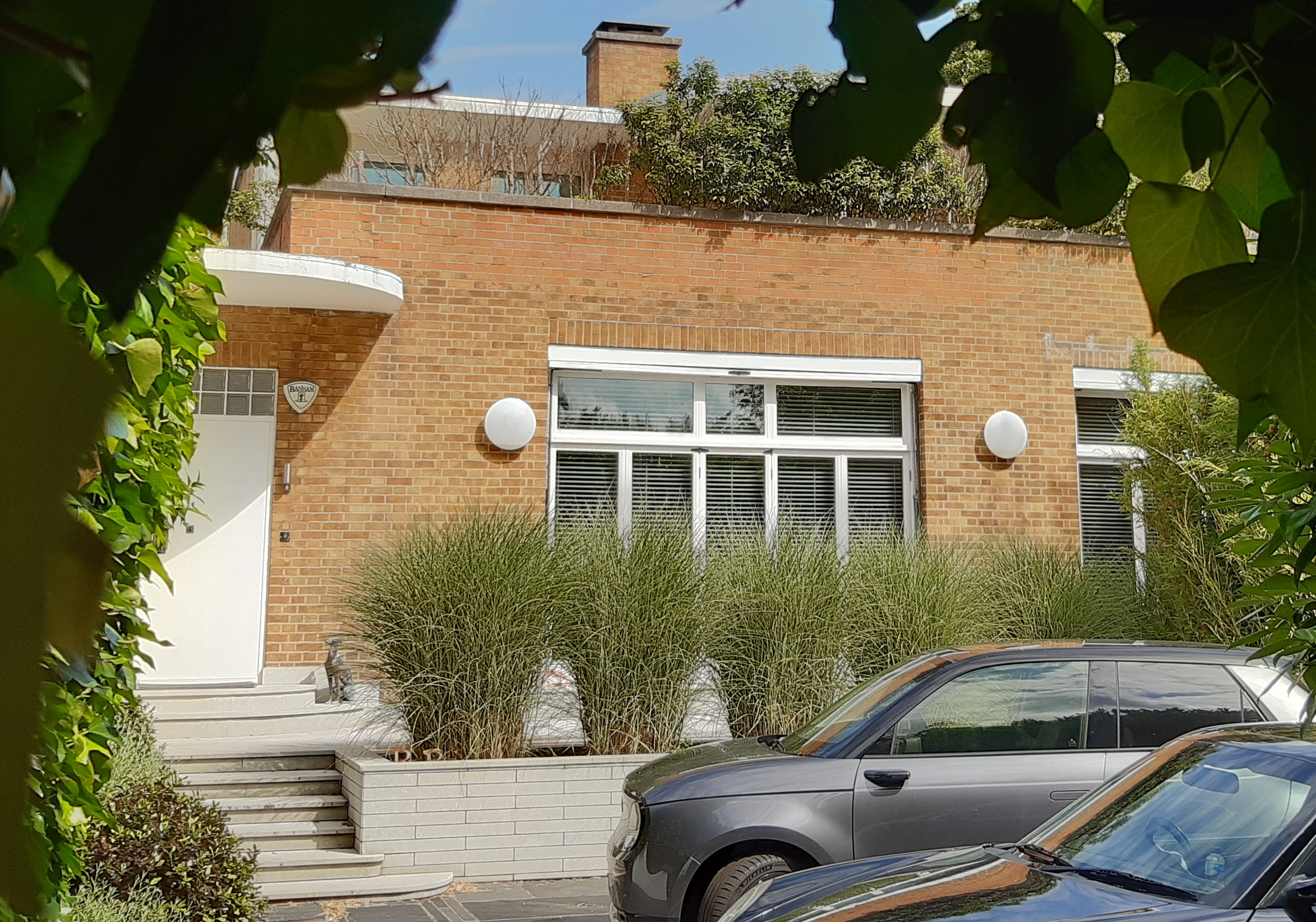
Eingangsbereich von 2 South Parade, Chiswick, London. Das Wohnhaus wurde 1937 von Ruhemann und Michael Dugdale errichtet.

Mit der Machtübernahme der Nationalsozialisten brach die Auftragslage ein. Ruhemann wurde als „Volljude“ eingestuft, sein Antrag auf Aufnahme in die Reichskammer der bildenden Künste abgelehnt. Im Jahr 1935 oder 1936 flüchtete der Architekt mit Frau Marianne und den Kindern Till Thomas und Renate mit Hilfe seines Zwillingsbruders Helmut nach England. Mit seinem Kollegen Michael Dugdale gründete er 1936 ein Architekturbüro und holte das britische Architekturdiplom nach. Gemeinsam errichteten die beiden 1937 eines der frühen modernen Wohnhäuser in England (2 South Parade, Bedford Park, Chiswick, London). Im Jahr 1939 wurde er als „feindlicher Staatsangehöriger“ auf der Isle of Man interniert. Während des Krieges arbeitet Ruhemann in einem Ingenieurbüro als Zeichner und entwarf Bunker- und Verteidigungsanlagen. Ruhemann und Dugdale betrieben ihr Architekturbüro bis 1946 und entwarfen wegweisende Bauten der Moderne.
Nach dem Ende des Zweiten Weltkriegs blieb Ruhemann in London und arbeitete wieder als Architekt. Im Jahr 1950 wurde er Mitglied des Royal Institute of British Architects.